# Jesu historicitet
Jesu historicitet har der været forsket i siden oplysningstiden og diskuteres stadig på baggrund af vurderinger af kildemateriale. Der findes en del teorier om, hvem Jesus var. For mange kristne er den historiske forståelse af Jesus aksiomatisk - forstået på den måde, at kristendommen bygger på troen på Jesus som Guds søn og frelseren. I virkeligheden ved man meget lidt om den historiske Jesus uafhængigt af kristne kilder om Jesus. Der findes kun få andre samtidige kilder, der dokumenterer hans eksistens.

## Historisk forskning
Som i al historisk forskning drejer Jesu historicitet sig om grader af sandsynlighed. I arbejdet med historiske kilder afgøres den historiske sandsynlighed af de kriterier og den metode, man som forsker anvender på kilderne.
De kriterier, som forskerne har anvendt, kan opdeles i to grupper, afhængig af deres funktioner. Den første gruppe tager udgangspunkt i den antagelse, at de ældste kilder giver de mest pålidelige oplysninger om den historiske Jesus. Denne gruppe kriterier har således til funktion at bestemme en overleverings alder. Den anden gruppe kriterier anvendes til at sandsynliggøre, hvad der i de enkelte ældste overleveringer kan siges at omhandle den historiske Jesus.
Historikeren E.P. Sanders skrev i 1985 bogen Jesus and Judaism, som ændrede forskningen af den historiske Jesus. Senere fulgte J. D. Crossan og G. Theissen. I Danmark har Per Bilde skrevet Den historiske Jesus (2012) og En religion bliver til (2001). Alle arbejder de ud fra historiske kriterier og metoder.

## Den historiske kerne
Ud over evangeliernes eget vidnesbyrd ved vi meget lidt om den historiske Jesus. Det kan dog fastslås, at der omkring 50 e.Kr. fandtes en jødisk gruppe, der var samlet om en person, som de kaldte Jesus, og at denne gruppe havde en bestemt forståelse af denne Jesus og hans død. I forskningen er det alment accepteret, at denne Jesus efter al sandsynlighed må have levet og med lige så stor sandsynlighed må være blevet henrettet ved korsfæstelse. Hvad man ellers ved om Jesus beror på den pålidelighed, som man tilskriver evangelierne, som er skrevet en menneskealder efter begivenhederne i Jesu liv.
Forskernes vurderinger af evangeliernes pålidelighed går fra, at de har en stor historisk værdi, til, at de er religiøse skrifter uden nogen som helst forankring i en historisk person. Ud over evangelierne har vi nogle få ikke-kristne historiske kilder fra antikken, der nævner Jesus. Men da det ikke vides med sikkerhed, at disse kilder ikke har deres viden fra kendte kristne kilder, er heller ikke disse fuldstændig pålidelige.
Paulus, der kan siges at være den egentlige stifter af kristendommen, har i sine breve kun yderst sparsomme henvisninger til begivenheder i Jesu liv. På baggrund heraf og på baggrund af visse usammenhængende oplysninger i det Nye Testamente har enkelte forskere helt benægtet Jesu eksistens som andet end et opdigtet sammensurium. Imidlertid anser langt de fleste forskere det for at være usandsynligt, at der ikke skulle have levet en virkelig person, der har været ophavsmand til mange af udtalelserne og centrum for – i det mindste en del af – de beskrevne begivenheder.